# استانبول سفایر
استانبول سفایر (انگلیسی: Istanbul Sapphire) ساختمان مسکونی ۶۴ طبقه مستقر در خیابان بویوکدره، استانبول، ترکیه است، که در سال ۲۰۱۱ احداث گردید. ساختمان استانبول سفایر بلندترین ساختمان مسکونی ترکیه و چهارمین ساختمان مسکونی مرتفع در اروپا می‌باشد.